# Neißemünde
Neißemünde es un municipio situado en el distrito de Oder-Spree, en el estado federado de Brandeburgo (Alemania). Tiene una población estimada, a fines de 2023, de 1580 habitantes.
Está integrado a la mancomunidad de municipios (en alemán, amt) de Neuzelle.